# Anja Rathmann-Lutz
Anja Rathmann-Lutz (* 26. August 1976) ist eine deutsche Historikerin und Kunstgeschichtlerin mit Schwerpunkt auf Mittelalter und Renaissance. Sie ist derzeit als Vertretungsprofessorin an der Universität Tübingen tätig.

## Leben und Ausbildung
Anja Rathmann-Lutz absolvierte ihr Studium der Geschichte, Kunstgeschichte und Museumsmanagement an der Universität Hamburg. Im Jahr 2007 wurde sie dort mit einer Dissertation über die „Images“ Ludwigs IX. des Heiligen von Frankreich promoviert, die später unter dem Titel Images of Louis IX. of France veröffentlicht wurde. Nach ihrer Dissertation, welche sie bei Hans-Werner Goetz schrieb, war sie bis 2014 als Assistentin im Bereich Mittelalter und Renaissance an der Universität Basel tätig. Von 2012 bis 2017 leitete sie mit Miriam Czock das DFG-Förderprojekt ZeitenWelten. Zur Verschränkung von Weltdeutung und Zeitwahrnehmung im frühen und hohen Mittelalter. Außerdem ist sie Mitherausgeberin der Zeitschrift Traverse. Im Rahmen ihres Projekts „Wahrnehmung von Veränderung im Hochmittelalter“ habilitierte sie sich dort 2020/21. Von April bis September 2022 war sie als Akademische Oberrätin auf Zeit an der Universität Bielefeld tätig, bevor sie im Oktober 2022 eine Professurvertretung für Geschichte des Mittelalters an der Universität Tübingen übernahm.

## Forschung und Interessen
Die Forschungsschwerpunkte von Anja Rathmann-Lutz umfassen Bild-, Medien- und Kommunikationsgeschichte, Geschichte von Visibilität und Repräsentation, Wahrnehmungsgeschichte von Wandel, Zeit und Zeitlichkeit, Stadtgeschichte, Liturgie im urbanen Raum, Körpergeschichte, Historiographiegeschichte sowie Mittelalterrezeption im 19.–21. Jahrhundert und Visualität und Wissen.
Derzeit arbeitet sie an einem körpergeschichtlichen Projekt mit dem Arbeitstitel „Körperordnungen des Politischen. Materielle und mediale Aspekte des ‚body politic‘, (9.–16. Jh.)“.

## Veröffentlichungen (Auswahl)
- Vormoderne postkolonial? / Moyen Âge postcolonial? (mit Isabelle Schürch und Matthieu Gillabert), Zürich 2022, ISBN 978-3-905315-86-8.
- ZeitenWelten. Zur Verschränkung von Weltdeutung und Zeitwahrnehmung, 750–1350, hrsg. mit Miriam Czock, Köln [u. a.] 2016.
- Geschichtsvorstellungen. Bilder, Texte und Begriffe aus dem Mittelalter. Festschrift für Hans-Werner Goetz zum 65. Geburtstag, hrsg. mit Steffen Patzold und Volker Scior, Köln [u. a.] 2012.
- Visibilität des Unsichtbaren. Sehen und Verstehen in Mittelalter und früher Neuzeit, Zürich 2011.
- Images Ludwigs des Heiligen im Kontext dynastischer Konflikte des 14. und 15. Jahrhunderts, Berlin 2010, doi.org/10.1524/9783050055763.